# Orificios corporales
Un orificio corporal se refiere a cualquier tipo de abertura en el cuerpo de un animal.

## Externos
En el cuerpo típico de un mamífero, como en el cuerpo humano, los orificios corporales externos son:
- Las fosas nasales, para la respiración y el sentido del olfato asociado.
- La boca, para comer, respirar y vocalizaciones como el habla.
- Los conductos auditivos, para el sentido de la audición
- El ano, para la defecación.
- En los machos, el meato urinario, para la micción y la eyaculación.
- En las hembras, el meato urinario, para la micción.
- En las hembras, la vagina, para la menstruación, las relaciones sexuales y el parto.
- Los orificios del pezón.

Otros animales pueden tener otros orificios corporales:
- la cloaca, en aves, reptiles, anfibios y algunos otros animales.
- el sifón en moluscos, artrópodos y algunos otros animales

## Internos
Los orificios internos incluyen los orificios de los tractos de salida del corazón, entre las válvulas cardíacas.